# Midnight Gold
Midnight Gold – singel Young Georgian Lolitaz, wydany 3 lutego 2016.
3 lutego 2016 kompozycja zwyciężyła podczas specjalnego koncertu mającego na celu wybór kompozycji do reprezentowania Gruzji w 61. Konkursie Piosenki Eurowizji, pokonując cztery inne propozycje muzyczne. 12 maja 2016 utwór został zaprezentowany w drugim półfinale konkursu i z dziewiątego miejsca awansował do finału, w którym zajął 20. miejsce ze 104 punktami na koncie. 
Utwór został napisany i skomponowany przez Kote Kalandadze oraz Thomasa G:sona i wydany na singlu DVD. Utwór opowiada o „budzeniu się następnego ranka”, prawdopodobnie w stanie kaca, gdyż wyśpiewywane przez piosenkarza wspomnienia są mgliste i trudno mu przytoczyć wydarzenia zeszłej nocy.

## Lista utworów
DVD, promo
1. „Midnight Gold” (song)
2. „Midnight Gold” (video)